# Alba Calderón
Alba Calderón Zatizábal (Esmeraldas, 27 de julio de 1908 - Guayaquil, 1992) fue una activista de izquierda y pintora ecuatoriana.

## Biografía
Nació el 27 de julio de 1908 en la Hacienda "Vuelta Larga" sobre el río Teaone-Esmeraldas, Ecuador. Su padre fue Manuel Felipe Calderón Lemos (propietario de "Vuelta Larga") y su madre Ermelinda Zatizábal Paredes. Su padre falleció de gangrena tras recibir un disparo en su pierna, producto del combate de Las Piedras de 1914 y no haber recibido atención médica a tiempo. Durante ese periodo, Alba perdió a varios familiares como tíos, primos e incluso su hermano mayor Enrique Calderón por enfermedades como la viruela. Uno de sus tíos murió de un disparo en la espalda sin razón alguna a finales de 1914 y con el cese del combate. Alba vivió en un ambiente tenso y triste por mucho tiempo gracias a que la guerra no cesaba y muchos familiares habían muerto. 
Alba ingresó a estudiar en una escuela pública donde su madre y su tía eran profesoras. Tiempo después su tío vendió las haciendas que tenían y quedaron en bancarrota.

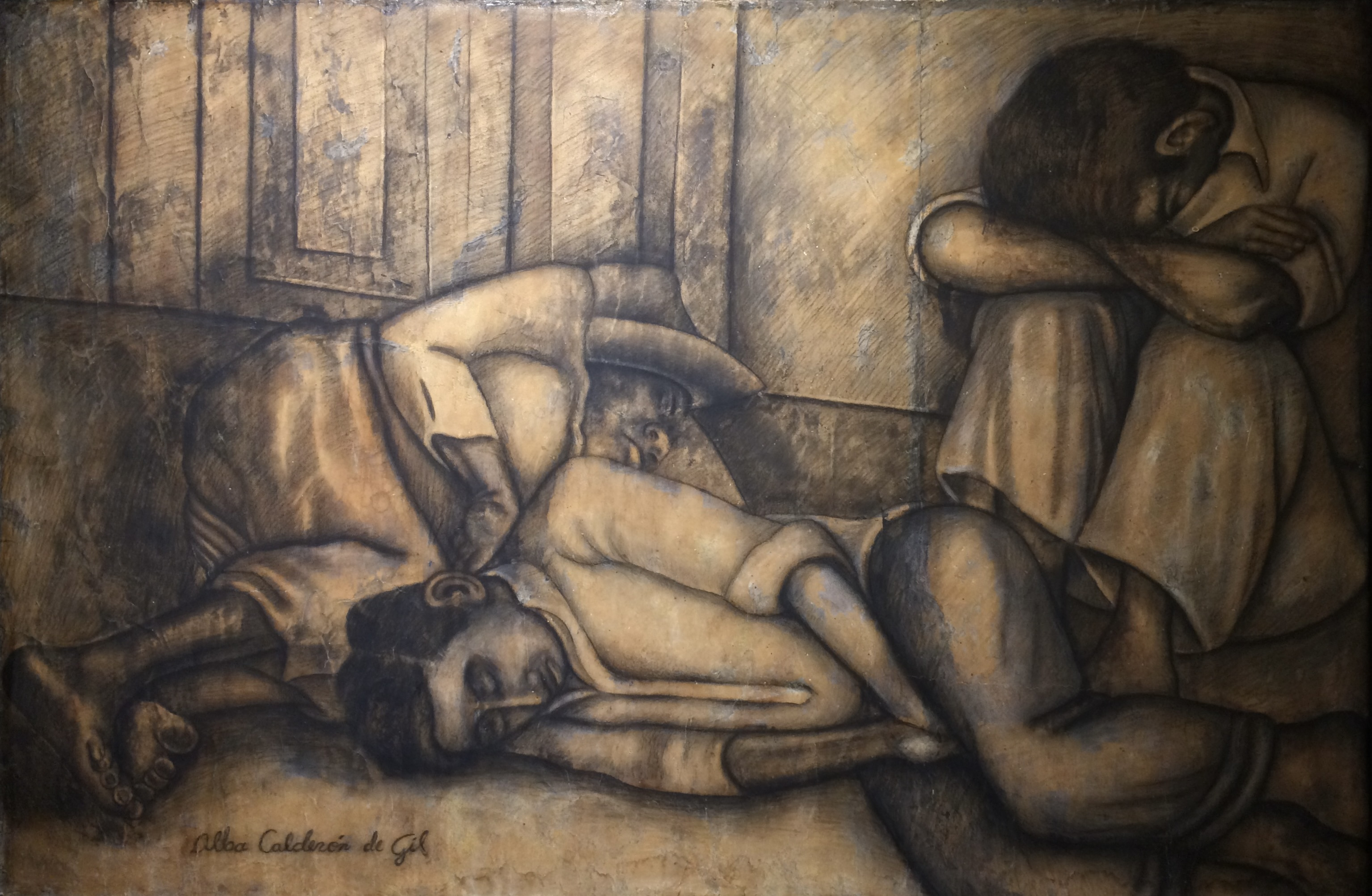
Los desocupados (1937), carboncillo y témpera sobre papel. MuNa, Quito.

En 1920 se dedicaba a dibujar y recitar, además de destacar como excelente alumna, por lo que fue becada por la Municipalidad de Esmeraldas para que estudiara en el colegio mixto Normal Juan Montalvo de Quito. Luego se pasó al colegio Manuela Cañizares que recientemente se había creado y era solo para mujeres. Luego de tener unos inconvenientes con el director, se trasladó a la Escuela de Bellas Artes, donde estudió tres años y fue compañera de Guillermo Coronel, Diógenes Paredes, Alfredo y Daniel Elías Palacio, Piedad Paredes, Leonardo Tejada, Germania Paz y Miño, Jaime Andrade Moscoso y Luis Crespo Ordóñez hasta 1927.
Ella se fue a vivir a Guayaquil junto a su tía Escilda Zatizabalde Soto, sin aún haberse graduado. Donde dio cursos de dibujo y pintura a domicilio, ganando rápidamente fama entre las familias de la alta sociedad, siendo muy requerida.
En 1933 conoció a Enrique Gil Gilbert, por medio de Demetrio Aguilera Malta, y del cual se enamoró. Se casó con Gil Gilbert en Pascuales en 1934, con su tía como madrina de bodas y Joaquín Gallegos Lara, amigo de Gil, como padrino. En 1935 nació su hijo Enrique Gil Calderón, y entre el 1935 y el 1937 formó parte la Agrupación Allere Flama del Escultor Enrique Pacciani, junto a su esposo, y volvió a su oficio de pintora, entusiasmada por Galo Galecio y Alfredo Palacio.
Murió en Guayaquil en 1992.

## Trayectoria
Uniéndose al movimiento de su generación, "el realismo social"; logró captar, a través de sus pinturas, la esencia de la gente del pueblo y del campo ecuatoriano. Hasta la fecha, es homenajeada dentro y fuera del Ecuador. Sus obras han sido exhibidas en ciudades de otros países como New York, París, Caracas, Lima, Santiago. Formó parte de la Sociedad para las Bellas Artes Allere Flammam y luego creó con otros compañeros la Sociedad de Artistas y Escritores Independientes. Perteneció al Partido Comunista del Ecuador y fue miembro de su Comité Central. En el 2008, se celebró sus 100 años de natalicio en el Museo Antropológico y de Arte Contemporáneo (MAAC) en donde se exhibieron 50 de sus obras como homenaje.